# Патагонија (Аризона)
Патагонија (енгл. Patagonia) град је у америчкој савезној држави Аризона. По попису становништва из 2010. у њему је живело 913 становника.

## Демографија
Према попису становништва из 2010. у граду је живело 913 становника, што је 32 (3,6%) становника више него 2000. године.
| Група             | 2000.       | 2010.       |
| Белци             | 515 (58,5%) | 510 (55,9%) |
| Афроамериканци    | 0 (0,0%)    | 2 (0,2%)    |
| Азијати           | 4 (0,5%)    | 0 (0,0%)    |
| Хиспаноамериканци | 348 (39,5%) | 387 (42,4%) |
| Укупно            | 881         | 913         |